# Ungaliophiinae
Ungaliophiinae é uma subfamília de répteis escamados da subordem Serpentes.

## Morfologia
Superficialmente, as boas-anãs (ou Dwarf Boas) são intermediárias entre as colubris e as boas. No crânio, elas tem duas artérias carótidas em comum. Maxilares orientados longitudinalmente por dentes sólidos. As artérias intracostais saem da aorta dorsal, próximos de um segmento truncado de intervalos em vários segmentos. E possuem um ducto traqueal muito bem desenvolvido. Os ovoductos direito e esquerdo também são bem desenvolvidos. 